# Ethan Hamilton
Ethan Billy Hamilton (sinh ngày 18 tháng 10 năm 1998) là một cầu thủ bóng đá người Scotland hiện tại đang thi đấu ở vị trí tiền vệ cho câu lạc bộ Peterborough United.

## Sự nghiệp câu lạc bộ
Hamilton bắt đầu sự nghiệp của mình với câu lạc bộ Hutchison Vale, có trụ sở tại Edinburgh, giống với đàn anh Darren Fletcher (người sau này cũng chơi cho Manchester United) cũng bắt đầu sự nghiệp tại câu lạc bộ đó.
Hamilton đã chơi một vài trận đấu cho đội bóng U18 của Manchester United trong mùa bóng 2014, trước khi ký hợp đồng chính thức trở thành học viên của câu lạc bộ vào tháng 7 năm 2015, khi anh 16 tuổi. Hamilton là cầu thủ thường xuyên của đội U18 Manchester United trong nửa đầu mùa giải 2015-16 nhưng không chơi thêm trận nào nữa vào nửa sau của mùa giải đó.